# Gumerište
Gumerište (em cirílico: Гумериште) é uma vila da Sérvia localizada no município de Vranje, pertencente ao distrito de Pčinja, na região de Južno Pomoravlje. A sua população era de 2 habitantes segundo o censo de 2012.

## Demografia
| 1948 | 1953 | 1961 | 1971 | 1981 | 1991 | 2002 | 2011 |
| ---- | ---- | ---- | ---- | ---- | ---- | ---- | ---- |
| 479  | 441  | 359  | 231  | 125  | 41   | 26   | 5    |